# Ejido Tepeyac
Ejido Tepeyac är en ort i Mexiko.   Den ligger i kommunen Cajeme och delstaten Sonora, i den nordvästra delen av landet, 1 400 km nordväst om huvudstaden Mexico City. Ejido Tepeyac ligger 31 meter över havet och antalet invånare är 528.
Terrängen runt Ejido Tepeyac är mycket platt. Runt Ejido Tepeyac är det ganska tätbefolkat, med 80 invånare per kvadratkilometer. Närmaste större samhälle är Ciudad Obregón, 7,5 km öster om Ejido Tepeyac. Trakten runt Ejido Tepeyac består till största delen av jordbruksmark.